# Sopraponte
Sopraponte (Suerpónt in dialetto bresciano, Suprapontis in latino) è una frazione del comune di Gavardo, in provincia di Brescia. Esso dista 23 km dalla città di Brescia e 2 km dal centro di Gavardo.

## Etimologia
L’etimologia del nome Sopraponte è riconducibile al fatto che il centro storico del paese è situato a monte del ponte costruito sul torrente Vrenda. Non ci sono dubbi sul significato del nome, che in italiano significa "sopra il ponte", ma ci sono invece diversi pareri sul significato del nome dialettale. La parola dialettale "shuer" infatti, avrebbe sia il significato di sopra ma anche il significato di vicino/appresso.

## Storia
Guardando alla storia di Sopraponte scopriamo che è sempre stato comune autonomo ancora prima degli anni 1400 fino a quando nel 1928, con il Regio decreto 10 agosto 1928 n. 2046, Sopraponte viene aggregato al comune di Gavardo assieme a Soprazocco e perde per cui l’indipendenza comunale.
La frazione di Sopraponte si trova all'imbocco della valletta che porta al paese di Vallio Terme e che termina poi al passo di Colle Sant'Eusebio, diviso per la sua lunghezza dal percorso del torrente Vrenda che nasce nel territorio di Vallio. È composto a sua volta da piccole frazioni: Borzina, Quarena, Soseto, Fostaga, Casalicolo, La Vela (anche chiamata Villa) e Monte Magno.
Le ultime due frazioni sono state interessate da scavi archeologici nell’arco del tempo che hanno portato alla riesumazione di alcuni reperti archeologici risalenti sia all’epoca del Neolitico sia all’epoca romana. Questi reperti sono tuttora esposti presso il Museo di Scienze Naturali di Brescia e presso il Museo Archeologico della Valle Sabbia.

## Calamità naturali
La prima alluvione che interessò Sopraponte di cui si ha traccia risale al 1882 quando il ponte di legno sul torrente Vrenda, che collegava i comuni di Gavardo e Sopraponte, fu distrutto. Esso venne poi riedificato in pietra nel 1884. Il ponte di pietra restò intatto fino a tempi più recenti, quando nel giugno del 1990 una terribile alluvione distrusse il ponte sul torrente Vrenda, causando numerosi danni alle abitazioni ma fortunatamente senza causare vittime. Essendo per quei tempi, l'unico punto di passaggio da e per Gavardo, fu reso necessario l'intervento dell'esercito per installare un ponte di emergenza. La targa commemorativa risalente all'accaduto è tuttora esposta sull'edificio di fronte al fiume, posizionata all'altezza dove arrivò l'acqua. La targa così cita: "Qui è arrivata l'acqua. 07/06/1990".

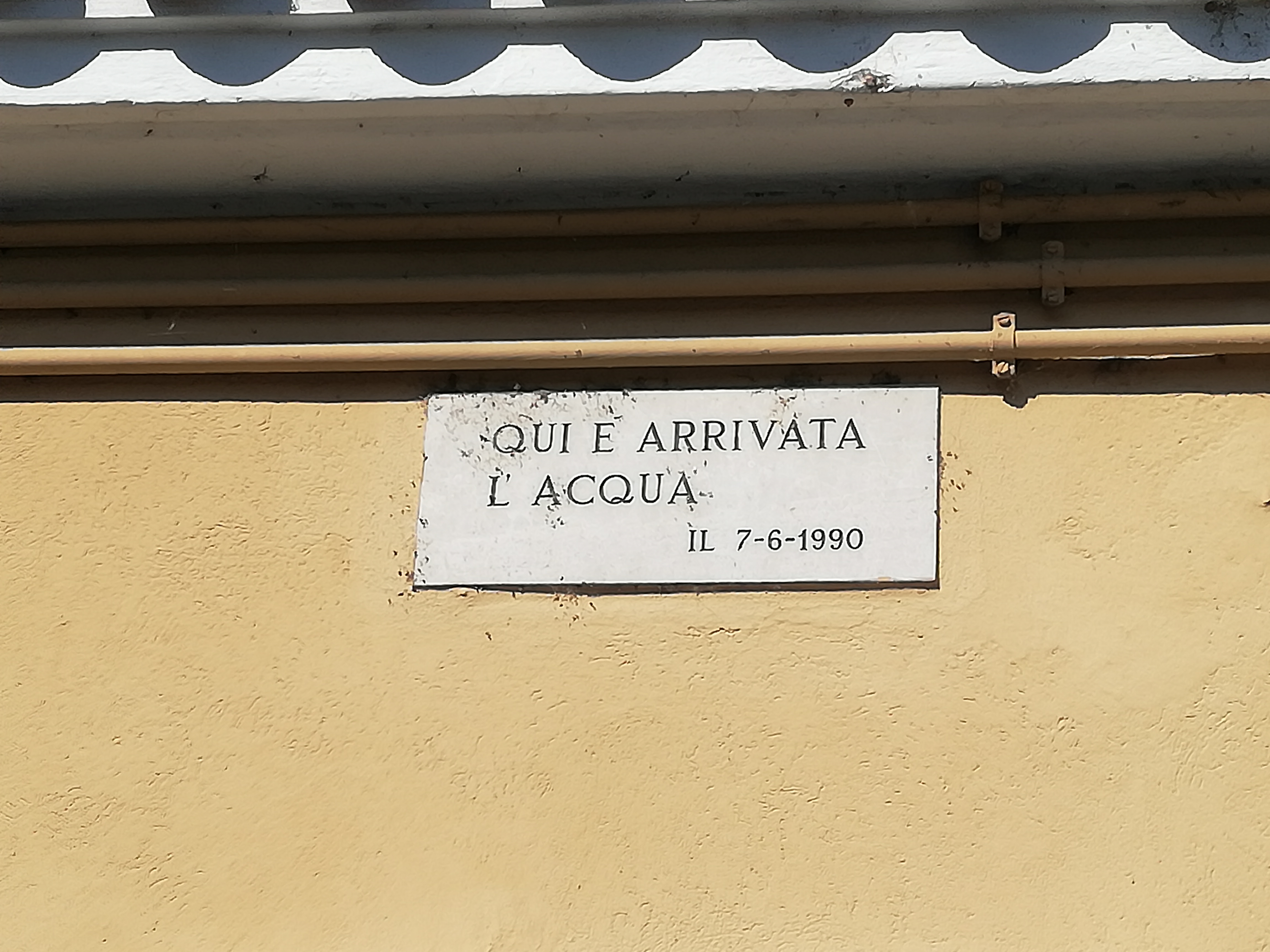
Targa relativa all'alluvione che inondò Sopraponte nel 1990

## Luoghi d'interesse e di culto a Sopraponte

### Parrocchia di S. Lorenzo

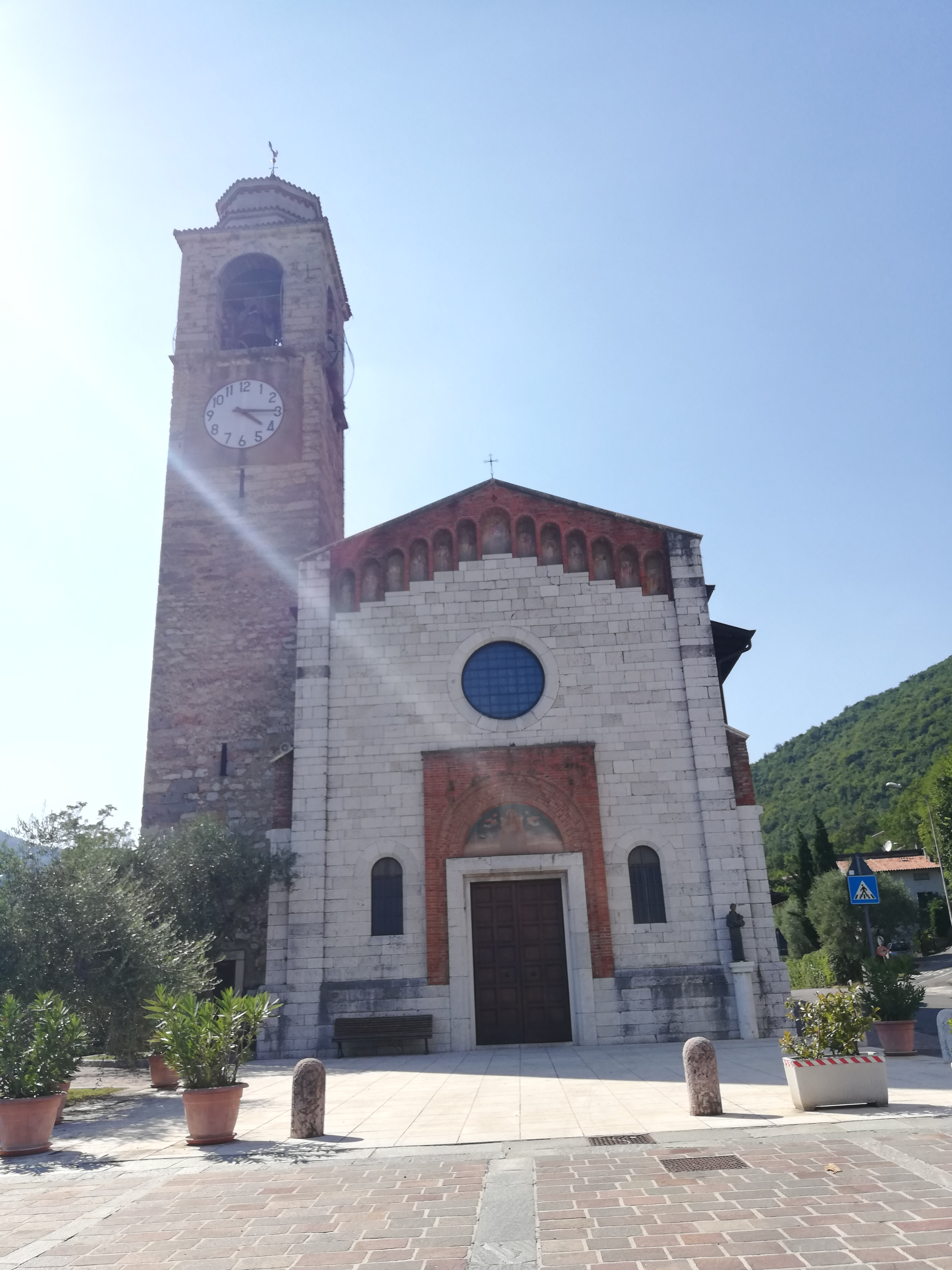
Chiesa di S. Lorenzo, Sopraponte

Della chiesa parrocchiale di Sopraponte se ne ha, per la prima volta, citazione in alcuni documenti riposti nell'archivio comunale di Gavardo nel 1509. La chiesa ha uno stile che si colloca tra quello gotico e romantico.
Parlando del progetto strutturale della chiesa si può notare che le fondamenta sono più ampie delle pareti dell'abside. Questa sporgenza fa riflettere su due ipotesi: o esisteva un'altra chiesa adiacente ad essa oppure quella attualmente esistente si prolungava longitudinalmente verso il coro. Nell'abside esterno si trovano affreschi degli stemmi del comune e della parrocchia dipinti grossolanamente con data risalente al 1776.
Dal 1725 al 1765 si erige l’altare maggiore, ampio e  sobrio di pietra e marmi. Il tabernacolo è la parte più rinomata, fatto interamente di marmo di Carrara con una colonna per parte di diaspro di Sicilia e due gradini per lato fatti con pietra di Botticino. L’organo viene costruito nel 1746 e venne nel tempo varie volte ritoccato e sistemato.
La parrocchia di S.Lorenzo di Sopraponte nacque il 1 aprile 1588 con il decreto Vescovile e venne poi consacrata nell’anno 1629.

### S. Maria de’ Terni
La chiesa di S. Maria de Terni (detta anche chiesa di S. Lucia) si affaccia all'imbocco con la passerella che collega Sopraponte alla frazione di Villanuova sul Clisi, Bostone. L'inaugurazione della posa della prima pietra fu fatta il 16 Maggio 1605. La chiesa nei primi anni della sua vita, fu centro di una grande disputa tra vescovato e i suoi cappellani, che tentarono in tutti i modi di sottrarsi alla giurisdizione parrocchiale e fare chiesa a sé.
Con gli anni la chiesa scese in un grave degrado finché nel 1921, dopo essere stata chiusa per molto tempo, venne completamente restaurata e decorata.

### S. Giovanni Evangelista in Quarena
La chiesa di S. Giovanni Evangelista si trova nella località di Quarena. La costruzione della chiesa venne sollecitata nell'aprile del 1784 dal M. Rev. Don Alessio Leali di Odolo, che esortò gli abitanti del borgo a costruirsi la loro chiesa. Gli abitanti, con grande entusiasmo iniziale, si assunsero l’onere di costruire la chiesa a proprie spese. Iniziarono i lavori con la benedizione della prima pietra l'11 agosto 1785. In seguito i lavori rallentarono e la chiesa restò incompiuta per molti anni, fino a quando nel 1928, rifacendosi al progetto iniziale con qualche piccola modifica, i lavori vennero ripresi dalla comunità. Durante la celebrazione della festa di fine lavori, venne collocata e appesa la targa iniziale incisa per la posa della prima pietra datata 1785 con l’aggiunta di una targa di bronzo dedicata alla memoria dei restauri e della finitura degli anni ‘90. 

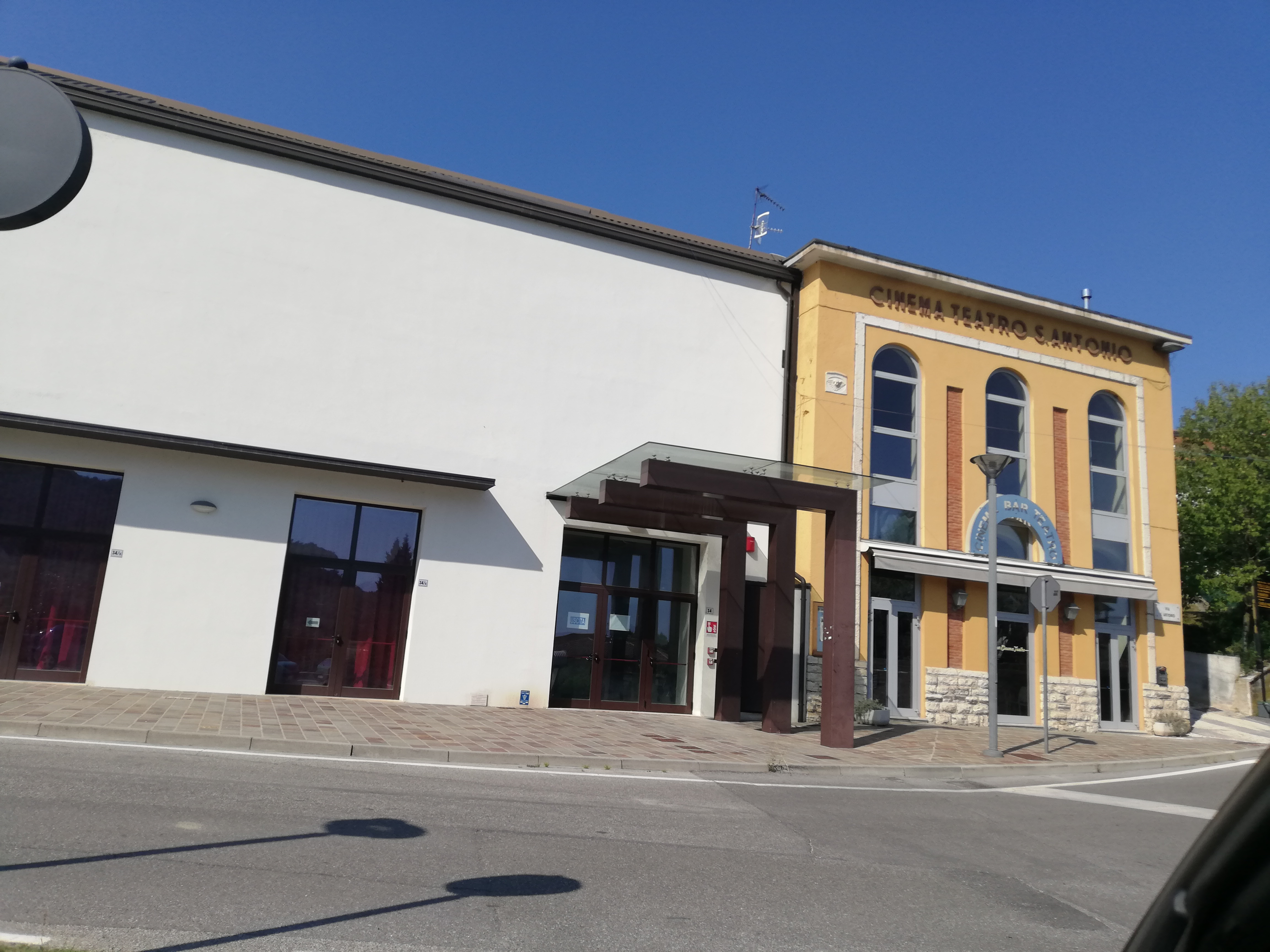
Cinema Teatro S. Antonio

### Cinema Teatro S. Antonio
La nascita del Teatro S. Antonio a Sopraponte partì dalla volontà del giovane parroco Don Antonio che tornato dalla guerra venne assegnato dalla Diocesi Bresciana alla parrocchia di San Lorenzo. Uno delle sue sfide più grandi fu proprio quella riguardante la costruzione del cinema-teatro S. Antonio. I lavori del Teatro si conclusero con l’inaugurazione il 13 giugno 1949. Il teatro diventò immediatamente centro vitale della comunità soprapontina che vantava una grande affluenza al teatro grazie anche alle ottime proposte teatrali e cinematografiche. Gli anni d’oro del teatro si sviluppano verso gli anni ‘50 con l’entrata in scena della regista di spicco dell’epoca, la signorina Gmϋr. I primi debutti videro l’impegno di artisti conosciuti e chiamati direttamente dalla regista, successivamente il palcoscenico venne impiegato da dilettanti soprapontini che crearono un’ottima compagnia teatrale.
Dopo vari anni di chiusura del teatro, solamente negli anni 2017 iniziarono i lavori per la riqualifica dell’edificio che oggi conta circa 100 posti a sedere e viene usato oltre che come teatro, anche come sala congressi.

## Edifici scolastici
Nella frazione di Sopraponte si trovano ben due edifici scolastici: la scuola dell’infanzia “Regina Elena” e la scuola elementare statale “G. Bertolotti”.

## Aree Naturali

### CAI
Dalla frazione di Sopraponte si snodano diversi sentieri collinari che si diramano verso la sommità di Monte Magno. I sentieri sono di varie difficoltà e raggiungono diverse frazioni del comune di Gavardo e dei comuni limitrofi. I sentieri si trovano in dettaglio sul sito del CAI di Gavardo.

## Associazioni
Una delle associazioni più attive del luogo è la Banda Musicale che è stata fondata nel 1906 e che consta nel 2016 di circa 35 elementi diretti dal Maestro Prof. Luigino Bertuetti. Nel 2006, in occasione del centenario, il nome della banda è stato modificato in "Corpo bandistico Nestore Baronchelli" in ricordo del maestro e compositore di musica sacra che la diresse negli anni '50.